# Lars Andersson (kanotist)
Lars Andersson, född den 22 november 1948 i Stjärnsund, Sverige, är en svensk kanotist.
Han tog bland annat VM-guld i K-2 500 meter i samband med sprintvärldsmästerskapen i kanotsport 1970 i Köpenhamn.
Andersson är Stor grabb nummer 63 på Svenska Kanotförbundets lista över mottagare för utmärkelsen Stor kanotist.